# Galaherang
Galaherang is een bestuurslaag in het regentschap Kuningan van de provincie West-Java, Indonesië. Galaherang telt 3580 inwoners (volkstelling 2010).